# 瞞天過海2：長驅直入
《瞞天過海2：長驅直入》（英語：Ocean's Twelve）是一部2004年的美國電影，為《瞞天過海》的續集，由史蒂芬·索德柏執導，並且由許多好萊塢大牌卡司主演，於2004年12月10日在全美上映。
目前《瞞天過海》系列電影已經出至第三部，命名為《瞞天過海：13王牌》（Ocean's Thirteen），在2007年上映。

## 劇情
在上一集的賭城盜竊案三年之後，重歸於好的丹尼與泰絲二人的閑適生活突然戛然而止，因為上次拉斯維加斯賭場大亨班奈狄成功將丹尼和十名同夥全部找齊，並限定他們在兩週內籌錢，連本帶利償還他當年被盜的一億六千萬另加三千八百萬美元利息。羅斯、萊納斯 等人唯有再次齊聚，商量夾錢還債，但過了三年了，他們的錢也用去大半，無力籌足償還的金錢，只得選擇前往歐洲作案。
他們選定了去荷蘭的阿姆斯特丹偷走一份歷史文物：有史以來第一份股票證書，然而丹尼等人雖然進行偷盜的過程非常順利，卻最終被法國神偷“夜狐”暗中偷走了。今次荷蘭的失竊案，警方派出歐洲刑警組織偵探伊莎貝爾·拉希里來調查這件盜竊案。伊莎貝爾醒覺到今次偷竊的手法與她早前與羅斯研究過如何進行，用來解決防守的方法相同；原來伊莎貝爾是羅斯的前女友。伊莎貝爾約見羅斯，並警告他們無法擊敗“夜狐”或他的導師，那個被稱為“勒馬克”的神秘主賊，他們兩人都擅長練習一種名為“Long-Con”的偷盜術。她偷走了羅斯的手機，還告知她多年來一直都想把此兩師徒捉拿歸案。
丹尼和他的同黨終於發現“夜狐”是弗朗索瓦·圖盧爾，是富有的法國男爵，住在科莫湖上的一座別墅中。丹尼去他的別墅偷了他一幅屬于圖盧爾的名畫，然後親自上門與圖盧爾對質，圖盧爾一開始就坦白透露，是他向班奈狄暴露了他們的身份（根據偷盜行規，圖盧爾違反了竊賊界的沉默準則），並聘請松井將全球第一份股票證書藏於荷蘭的消息告知丹尼的同黨，以便丹尼去犯案。“夜狐”從中作梗的原因，是“夜狐”的師傅，見到三年前賭城劫案的報導後，力讚羅斯是「偷盜行」中首屈一指的高手，導致有神偷外號的“夜狐”妒忌，於是趁羅斯出獄後向班奈狄通風報信，使羅斯賠錢夾出醜。圖盧爾還挑戰丹尼偷法貝里帝國加冕蛋。如果丹尼和他的同黨贏了，圖盧爾將替丹尼等人償還欠班奈狄的債務。
丹尼和他的團伙於是開始計劃如何去偷取法貝里帝國加冕蛋，並成功製作出一隻「立體影像」法貝里帝國加冕蛋。但拉希里從羅斯身上偷來的手機中截獲所有通話，讓她推斷出丹尼他們如何去偷取法貝里帝國加冕蛋，派警察到犯罪現場佈局，終於她成功抓獲了數人，但沒有抓獲利納斯、塔爾、圖克和索爾。利納斯想出了第二個計劃，讓丹尼的妻子泰絲冒充懷孕了的女電影明星茱莉娅·罗伯茨，以接近法貝里帝國加冕蛋並交換成假蛋。但他們又被拉希里和碰巧在場的布鲁斯·威利斯挫敗，最後所有人都被抓獲。拉希里事後告知他們，將會集體被引渡返回美國。某個FBI探員被指派去接他們去審問，結果這位探員是利納斯的母親，釋放了整批丹尼的同黨，還向拉希里指出她要為偽做「歐洲刑警組織表格」上簽名，以便簽發逮捕丹尼和他同黨的「逮捕令」而面臨處罰。
過了幾天，丹尼和泰絲被邀到圖盧爾的莊園，當他們坐好後，圖盧爾很驕傲地透露給他們丹尼眾人失敗的訊息。圖盧爾還解釋說，他晚上用敏捷的舞蹈技巧避開嚴密保安系統，偷走了法貝里帝國加冕蛋。結果丹尼透露他的團伙在去博物館的途中已經偷走了真的法貝里帝國加冕蛋，這時圖盧爾就高興不起來了，而圖盧爾立即細心再研究一下，若對方講真話，那他就被師傅出賣了。原來丹尼和羅斯早些時候見過圖盧爾的“師傅”勒馬克，當時他透露了他的意圖，是在羞辱太過驕傲的圖盧爾，同時，完成他對過世的妻子遺願：退還多年前他偷去的法貝里帝國加冕蛋。圖盧爾被迫承認丹尼贏了賭注，並依約幫丹尼償還欠班奈狄的錢。後來，羅斯把拉希里帶到一個海邊民居的地方，他聲稱這個安全屋是勒馬克借給他的。而當拉希里進入後就見到勒馬克，她向羅斯透露，勒馬克是她多年來一直尋找不獲的父親。

## 演員
| 演員                                      | 角色                              |
| ----------------------------------------- | --------------------------------- |
| 喬治·克隆尼（George Clooney）             | 丹尼爾·歐遜（Danny Ocean）        |
| 布萊德·彼特（Brad Pitt）                  | 羅斯帝·莱恩（Rusty Ryan）         |
| 麥特·戴蒙（Matt Damon）                   | 莱纳斯·卡德威（Linus Caldwell）   |
| 凱瑟琳·麗塔-瓊斯 〈Catherine Zeta-Jones〉 | 伊莎貝·拉海里 〈Isabel Lahiri〉   |
| 茱莉亞·羅勃茲 〈Julia Roberts〉           | 泰絲·歐遜 〈Tess Ocean〉          |
| 唐·奇鐸（Don Cheadle）                    | 拜許·塔爾（Basher Tarr）          |
| 貝尼·麥克（Bernie Mac）                   | 法蘭克·凱頓（Frank Catton）       |
| 凱西·艾佛列克（Casey Affleck）            | 維吉爾·馬洛伊（Virgil Malloy）    |
| 史考特·肯恩（Scott Caan）                 | 特克·馬洛伊（Turk Malloy）        |
| 秦少波                                    | 小顏（Amazing Yen）               |
| 卡爾·雷纳（Carl Reiner）                  | 索爾·布鲁姆（Saul Bloom）         |
| 艾迪·詹米森（Eddie Jemison）              | 李維斯頓·戴爾（Livingston Dell）  |
| 艾略特·高德（Elliott Gould）              | 鲁本·迪許科夫（Reuben Tishkoff）  |
| 安迪·賈西亞（Andy Garcia）                | 泰瑞·班奈狄（Terry Benedict）     |
| 凡松·卡塞（Vincent Cassel）               | 佛朗索·圖魯爾（François Toulour） |
| 艾迪·伊扎德（Eddie Izzard）               | 羅曼·那蓋爾（Roman Nagel）        |
| 布鲁斯·威利（Bruce Willis）               | 布鲁斯·威利（Bruce Willis）       |

## 評價

### 專業評價
爛番茄新鮮度56%，基於178條評論，平均分為5.9/10，而在Metacritic上得到58分，IMDB上得6.4分，評價一般。口碑較上集來說下降了不少。

### 票房
上映後在全美得到了1億2千萬美元的成績，而在外地也得到了2億3千萬美元的成績，總和後全球各地票房達到了3億6千萬美元，足足為預算的3倍之多。雖然口碑不盡理想，但還不失為一個票房上的成功。
| 上一届： 《驚天奪寶》 | 2004年美國週末票房冠軍 12月12日 | 下一届： 《波特萊爾的冒險》 |

## 外部連結
- 互联网电影数据库（IMDb）上《瞞天過海2：長驅直入》的资料（英文）
- 爛番茄上《瞞天過海2：長驅直入》的資料（英文）
- Box Office Mojo上《瞞天過海2：長驅直入》的資料（英文）
- 豆瓣电影上《瞞天過海2：長驅直入》的資料 （简体中文）
- Metacritic上《瞞天過海2：長驅直入》的資料（英文）
- AllMovie上《瞞天過海2：長驅直入》的资料（英文）